# Liên Hồ
Liên Hồ (tiếng Trung: 蓮湖區, Hán Việt: Liên Hồ khu) là một quận thuộc địa cấp thị Tây An (西安市), tỉnh Thiểm Tây, Cộng hòa Nhân dân Trung Hoa. Quận này có diện tích 38 km2, dân số là 580.000 người, mã quận là 610104, mã bưu chính là 710003. Quận Liên Hồ được chia thành các đơn vị hành chính gồm 11 nhai đạo và 35 ủy ban thôn. Chính quyền quận đóng ở nhai đạo Hồng Phu. Quận Liên Hồ là trung tâm hành chính của Tây An.